# Aama
Ne doit pas être confondu avec Aâma, série de bande dessinée de Frederik Peeters.
Pour plus de détails, voir Fiche technique et Distribution.
Aama (आमा (aama), « mère ») est un film népalais de 1964 réalisé par Hira Singh Khatri au début de sa carrière. Le film a été écrit par Durga Shrestha et Chaitya Devi. Aama a été produit par le roi Mahendra Bir Bikram Shah sous la direction du Département de l'Information du gouvernement du Népal. Les acteurs principaux sont Shiva Shankar et Bhuwan Chand, avec Basundhara Bhusal, Hira Singh Khatri et Hari Prasad Rimal dans les rôles secondaires. La trame du film s'intéresse à un jeune homme qui retourne chez lui après avoir servi dans l'armée de son pays. Mahendra Bir Bikram Shah a demande au réalisateur Hira Singh Khatrito de réaliser Aama. La post-production du film et le tournage des scènes d'intérieur à Kolkata, en Inde. Le film est sorti 7 octobre 1964. Aama est le premier film népalais à avoir été produit au Népal.

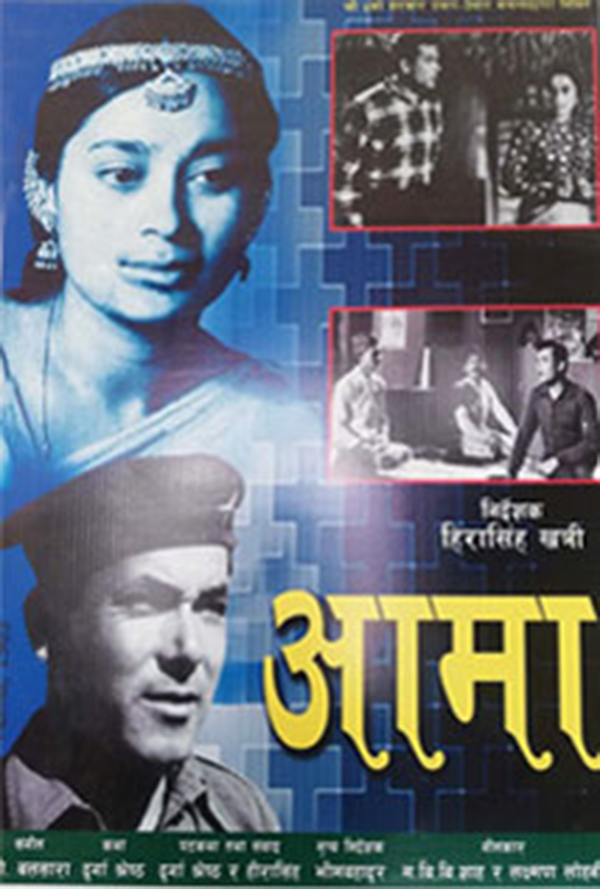

Après la sortie du film au Népal, il devient vite très populaire. À la suite du succès d'Aama, Khatri a réalisé les films Hijo Aaja Bholi (1967) et Parivartan (1971) pour le gouvernement népalais, qui ont été utilisés pour développer le patriotisme des citoyens népalais. Aama est perçu comme un des films les plus importants dans l'histoire du cinéma népalais.

## Synopsis
Harka Bahadur est un alcoolique qui abuse physiquement de sa femme. Un jour, sa maison est saisie à cause du non-paiement des remboursement de son crédit, après quoi Harka Bahadur promet à sa femme qu'il va arrêter de boire. Plus tard le même jour, il retourne chez lui ivre et commence à attaquer sa femme mais meurt après avoir été frappé par un éclair. Après sa mort, le fils de Harka, Man Bahadur (Shiva Shankar) quitte sa maison pour servir dans l'armée.
Quelques années plus tard, Man retourne chez lui après avoir servi dans une armée étrangère durant deux ans. Cependant, il ne retrouve pas sa mère. Après avoir appris la mort de sa mère, Man décide de quitter le Népal mais ses voisins le persuadent de rester au village et de servir la communauté, en disant que « servir la patrie est aussi vertueux que servir sa mère ». Man Bahadur dit qu'il va rester au Népal pour aider l'économie grandissante de son pays.